# Nunatak Majak
Nunatak Majak är en nunatak i Antarktis. Den ligger i Östantarktis. Storbritannien gör anspråk på området. Toppen på Nunatak Majak är 1 374 meter över havet.
Terrängen runt Nunatak Majak är platt. Trakten är obefolkad. Det finns inga samhällen i närheten.